# Lasse Sobiech
Lasse Sobiech est un footballeur allemand né le 18 janvier 1991 à Schwerte. Il évolue au poste de milieu de terrain.

## Carrière
- 2009-2011 : Borussia Dortmund B ( Allemagne)
- 2011-2013 : Borussia Dortmund ( Allemagne)
  - 2011-2012 : FC St. Pauli ( Allemagne)
  - 2012-2013 : SpVgg Greuther Fürth ( Allemagne)
- 2013-2014 : Hambourg SV ( Allemagne)
- 2014-2018 : FC St. Pauli ( Allemagne)
- 2018- : 1. FC Cologne ( Allemagne) [1]